# 寺峰輝
寺峰 輝（てらみね あきら、1972年2月24日 - ）は、大阪府泉南郡阪南町（現在の阪南市）出身の元サッカー選手、サッカー指導者である。現役時代のポジションはGK。保有ライセンスはJFA公認S級コーチ、JFA 公認ゴールキーパーレベル3コーチ、JFAキッズリーダーチーフインストラクター。

## 来歴
大阪工業大学 在学中の1993年に、教育研究社FC京都パープルサンガ(のちの京都サンガF.C.)に加入するも、トップチームでのプレーはなかった。  
教育研究社FC京都パープルサンガの運営会社発足によるプロ化に伴い、アマチュアチームとして同クラブに所属した選手の受け皿として誕生した教育研究社FCに移籍した。
1995年のシーズンをもって現役を引退。      
その後は初芝橋本高等学校、初芝富田林高等学校コーチ・エクセル伊都(現在の 伊都FCエクセルクォーレ)U-15コーチ等を務めた後に、2000年 ガンバ大阪堺ジュニアの監督に就任。
その後、2002年に和歌山紀北蹴球団で選手兼任監督として現役復帰。紀北蹴球団で監督として活動する傍ら、デポルターレ和歌山U-15の監督を務めた。
2005年をもって紀北蹴球団の監督を退任し、デポルターレ和歌山U-15の監督を務めながら和歌山県サッカー協会 伊都橋本地区トレセンのU-15、U-12コーチ・和歌山県サッカー協会トレセンのU-15、U-12コーチを務めた。
2012年まで和歌山県の3種を中心に活動を進めたが、2013年よりV・ファーレン長崎のアカデミーダイレクターに就任した。
2017年、長崎のアカデミーヘッドオブコーチングを経てクラブを退団。
2018年-2019年はJFA公認指導者海外派遣で、ミャンマー・ヤンゴンにあるミャンマーナショナルフットボールアカデミーの監督・サッカーブータン代表GKコーチを歴任。
その後日本に帰国し、2020年に福井ユナイテッドFCの監督に就任。
福井では、2020年シーズン・2021年シーズン共に北信越フットボールリーグで優勝するも、全国地域サッカーチャンピオンズリーグでは2年連続で予選ラウンドで敗退を喫し、2021シーズンをもって退任した。
2022年1月30日、鈴鹿ポイントゲッターズのGKコーチに就任。
2023年1月12日、レイラック滋賀FCの監督に就任。堅守速攻のスタイルで開幕からの8試合で5勝2分1敗とスタートダッシュに成功。12得点6失点・無失点試合数は4と、前年にリーグワーストの失点を記録したクラブの守備を立て直し、クラブ史上初のシーズン中のリーグ首位を記録した。また、天皇杯では、Jリーグのアスルクラロ沼津を延長戦の末に下し、クラブ史上初の対Jリーグクラブ勝利を飾った。
しかし、天皇杯2回戦 アルビレックス新潟 戦での敗北を皮切りに、リーグ戦では8試合で1勝3分4敗・10得点16失点・無失点試合数が1と、大きく失速。中断期間明けの9月3日に行われたブリオベッカ浦安戦に1-1と引き分け、翌日の9月4日、クラブから解任が発表された。

## 指導経歴
- 1995年 - 1996年 初芝橋本高等学校：GKコーチ
- 1996年 - 1998年  エクセル伊都(現: 伊都FCエクセルクォーレ) U-15:コーチ
- 1998年 - 1999年  初芝富田林高等学校：コーチ
- 1999年 - 2000年  初芝橋本高等学校：コーチ
- 2000年 - 2001年  ガンバ大阪 堺ジュニアユース ：コーチ
  - 2000年 - 2001年： 堺ジュニア 監督
- 2002年 - 2005年  和歌山紀北蹴球団：監督
  - 2002年 - 2003年  関西外国語大学：コーチ
- 2003年 - 2012年  デポルターレ和歌山 U-15：監督
  - 2002年 - 2012年  和歌山県FA伊都橋本地区トレセンU-15/U-12 ：コーチ
  - 2008年 - 2012年  和歌山県FAトレセンU-15/U-12 ：コーチ
- 2012年 - 2013年  デポルターレ和歌山 U-12：監督
- 2013年 - 2016年  V・ファーレン長崎：アカデミーダイレクター
  - 2014年 - 2015年  V・ファーレン長崎 U-15：監督
- 2017年  V・ファーレン長崎：アカデミーヘッドオブコーチング
- 2018年  ミャンマーナショナルフットボールアカデミー：監督
- 2019年  ブータン代表：GKコーチ
- 2020年 - 2021年  福井ユナイテッドFC：監督
- 2022年  鈴鹿ポイントゲッターズ：GKコーチ
- 2023年 - 2023年9月  レイラック滋賀：監督
- 2025年 -  FC岐阜：アカデミーヘッドオブコーチング 兼 U-15監督[7]